# Rybníček, Vyškov
Rybníček là một làng thuộc huyện Vyškov, vùng Jihomoravský, Cộng hòa Séc.